# Stochomys longicaudatus
Stochomys longicaudatus е вид гризач от семейство Мишкови (Muridae). Видът не е застрашен от изчезване.

## Разпространение и местообитание
Разпространен е в Бенин, Габон, Демократична република Конго, Екваториална Гвинея, Камерун, Нигерия, Того, Уганда и Централноафриканска република.
Обитава гористи местности, блата, мочурища и тресавища в райони с тропически и субтропичен климат, при средна месечна температура около 24,3 градуса.

## Описание
Теглото им е около 71 g.